# 19.ª División SS de granaderos
La 19ª División SS de granaderos era una división de infantería de la Waffen SS durante la Segunda Guerra Mundial. Fue la segunda división creada en enero de 1944 tras su unidad hermana la 15.ª División SS de granaderos formando ambas la Legión Letona. Al final de la guerra fueron rodeados en la Bolsa de Curlandia y acabaron rindiéndose al Ejército Rojo, para consecuentemente (restos de la división) convertirse en partisanos, los cuales se llamaron "Mēža brāļI" (en español: 'hermanos del bosque'), que lucharon hasta finales de los años 50, incluso 60 en algunas regiones remotas de Letonia y Lituania. Estos partisanos no solo estuvieron en regiones de Curlandia, sino que estuvieron propagados por todo el báltico, llegando a obtener una impresionante cifra total de 60.000 partisanos.

## Historia
La 19.ª División SS de Granaderos fue formada en enero de 1944 de la 2.ª Brigada de infantería de las SS y la adicción de un tercer regimiento recién conformado, el 46 Regimiento Granadero de las Waffen SS. Al mismo tiempo, la designación de los otros dos regimientos de granaderos fueron cambiados del 39 y 40 al 42 y 43 respectivamente.
Varias menciones honoríficas fueron recibidas por los regimientos por su valor en combate durante las batallas de la Bolsa de Curlandia.

## Comandantes
El comandante de la 2.ª Brigada de infantería de las SS, SS-Oberführer Hinrich Schuldt se convirtió en el primer comandante de la división. Después de que Schuldt resultara muerto en acción el 15 de marzo de 1944, el SS-Standartenführer Friedrich-Wilhelm Bock tomó temporalmente el mando siendo reemplazado el 13 de abril por SS-Oberführer Bruno Streckenbach, quien comandó la división hasta el fin de la guerra.

## Orden de batalla
- Waffen-Grenadier Regimiento de SS 42, (Voldemārs Veiss, después Nikolajs Galdiņš)
- Waffen-Grenadier Regimiento de SS 43, (Roberts Osis)
- Waffen-Grenadier Regimiento de SS 44, (Rūdolfs Kociņš)
- Waffen Artillerie Regimiento 19
- SS Füsilier Batallón 19
- SS Panzerjäger Batallón 19[cita requerida]
- SS Flak Batallón 19
- SS Pionier Batallón 19
- SS Nachschub Troop 19
- SS Medical Batallón 19
- SS Departamento de correo 19
- SS Batallón de señales 19[1]